# Louis Lajarrige
Pour les articles homonymes, voir Lajarrige.
Louis Lajarrige est un homme politique français né le 8 juin 1875 à Saint-Nazaire (Loire-Atlantique) et mort le 10 juin 1956 à La Baule (Loire-Atlantique).
Il est conseiller municipal de Paris, vice-président du conseil général de la Seine et député de la Seine de 1914 à 1924, inscrit au groupe de l'Union républicaine radicale et radicale-socialiste. Il ne se représente pas en 1924 et s'installe à La Baule, dont il devient maire.

## Biographie
Orphelin à neuf ans, Louis Lajarrige se place comme mousse aux Chantiers de la Loire ainsi qu’à la Compagnie générale transatlantique, puis à la Compagnie des wagons-lits. Chaudronnier en cuivre, il suit pendant cinq ans les cours de l’Association philotechnique de Paris.
En 1898, il est nommé secrétaire général du syndicat des travailleurs du gaz et en 1899, il devient secrétaire général de l'instance nationale. Il a alors 24 ans et il occupe ce poste pendant 15 ans.
Il est l’auteur du projet de loi du 6 juin 1919 portant sur les congés payés pour tous. Conseiller municipal de Paris (XIXe), vice-président du conseil général de la Seine et député de la Seine de 1914 à 1924, mais ne représente pas aux élections de mai 1924. Il est alors secrétaire général du quotidien Le Journal.
Vers 1902, il initie des colonies de vacances d’enfants parisiens sur la future Côte d'Amour, rachetant pour cela l’hôtel de l’Océan à Pornichet et l’Atlantic Hôtel à Batz-sur-Mer.
En 1921, il achète 230 hectares à La Baule-Escoublac et entreprend de lotir le futur quartier La Baule-les-Pins. Il obtient le détournement de la voie ferrée qui joint Pornichet à La Baule en longeant la côte, traversant le quartier en devenir.
Afin d’éviter une urbanisation anarchique, il organise un concours pour lotir du Bois d’Amour — 160 ha rachetés à la Société des Dunes par la Société immobilière de la Baule-les-Pins — auquel 70 architectes participent ; les résultats ne satisfaisant pas Louis Lajarrige — ni le 1er prix, ni le 5e ne sont décernés —, il confie aux architectes Lévêque et Fabre le soin de réaliser une synthèse des 20 meilleurs projets. L'arrêté préfectoral du 9 juin 1923 approuve la création du lotissement, qui est inscrit au plan d’extension et d’embellissement de La Baule que le conseil d’État valide le 1er avril 1925.
Louis Lajarrige est récompensé par la croix de chevalier dans l’ordre de la Légion d’honneur en 1927 puis par celle d’officier le 13 juillet 1952.
Il quitte son poste au Journal et Paris en 1929 et s'installe à La Baule, à la tête de la Société immobilière de la Baule-les-Pins, créée le 18 décembre 1921.
Élu maire de La Baule en 1935, il démissionne en 1939 au profit de Marcel Rigaud. En 1951, Louis Lajarrige fait don à la commune de la place René-Coty, des tennis de La Baule-les-Pins et du parc des Dryades.
Il meurt le 10 juin 1956 dans le Pavillon des Dunes, son domicile baulois.
Le conseil municipal, par ses délibérations des 25 juin et 3 décembre 1956 renomme l’avenue des Tilleuls au nom de Louis Lajarrige. L'association des Amis de Louis Lajarrige est créée le 19 juillet de la même année.